# FTR
Fixed Termination Rate (FTR) – stawka opłaty hurtowej za zakończenie połączenia telefonicznego w stacjonarnej sieci telefonicznej innego operatora. 
Jest to opłata jaką pobiera operator, do którego zostało wykonane połączenie od operatora sieci, z której połączenie zostało zapoczątkowane. 
Po analizie rynku zakańczania połączeń tefefonicznych (rynek 9) w większości państw, w tym także w Polsce, dużo bardziej restrykcyjne obowiązki regulacyjne zostały nałożone na operatora zasiedziałego, a asymetryczne stawki FTR są dominującą zasadą w całej Europie. Takie podejście jest tłumaczone potrzebą promowania nowych i mniejszych infrastrukturalnych operatorów oraz
faktem, iż operatorzy alternatywni nie są w stanie uzyskać równie dużych korzyści skali jak operator zasiedziały.
Natomiast symetryczne stawki FTR są uzasadnione tym, że operatorzy alternatywni nie powinni być mniej efektywni od zasiedziałych, a ekonomia skali nie ma w tym przypadku tak istotnego znaczenia jak się często uważa. W chwili obecnej operatorzy są w stanie wykorzystywać tę samą sieć do dostarczania różnych usług a tym samym, przychody z zakańczania połączeń mają prawdopodobnie mniejsze znaczenie dla wszystkich operatorów (zarówno zasiedziałego jak i operatora alternatywnego). 
Stąd, polityka ochronna oparta na różnych stawkach FTR dla operatorów alternatywnych obecnie jest znacznie mniej skuteczna niż w przeszłości, jednak nie straciła całkowicie swojego znaczenia. Z tej przyczyny proponowany w stanowisku Prezesa UKE z dnia 16 grudnia 2008 r. harmonogram osiągnięcia symetrycznych stawek FTR dopuszcza pewien poziom czasowej asymetrii do końca 2013 roku.